# 10255 Таунус
10255 Таунус (10255 Taunus) — астероїд головного поясу, відкритий 16 жовтня 1977 року.
Тіссеранів параметр щодо Юпітера — 3,607.
Названо на честь гірського масиву у центральній Німеччині Таунус (нім. Taunus).